# Konak-Moschee
Die Konak-Moschee (türkisch Konak Camii), auch Yalı-Moschee (tr. Konak Camii) genannt, ist eine Moschee im Stadtbezirk Konak der türkischen Metropole Izmir. Sie befindet sich auf dem Konak-Platz neben dem 1901 erbauten Uhrturm.

## Geschichte
Der Bau der Konak-Moschee begann im Jahr 1755 und dauerte 19 Jahre; 1774 wurde sie eröffnet. Wer den Bau in Auftrag gegeben hat, ist umstritten. Es soll sich dabei um Ayşe Hanım gehandelt haben, die Ehefrau von Katipzade Mehmet Paşa, der zu der Zeit Izmir regierte. Nach dem Ersten Weltkrieg mussten an einigen Stellen einzelne Steine der Moschee erneuert werden.

## Namensherkunft
Der Name leitet sich von der Lage der Moschee ab: Als Yalı werden Sommervillen am Ufer bezeichnet; die Konak-Moschee befindet sich am Golf von Izmir und ist etwa 200 Meter von der türkischen Ägäisküste entfernt. Die alternative Bezeichnung Konak-Moschee geht auf den Stadtbezirk zurück, in dem sich die Moschee befindet. Ein weiterer, jedoch seltenerer, Name ist İngiliz Ayşe Camii. Ingiliz bedeutet Engländer; dieser Zusatz beruht darauf, dass Ayşe Hanım enge Verbindungen zu englischen Bekannten nachgesagt werden.

## Architektur
Bei der Konak-Moschee handelt es sich um ein Bauwerk der klassischen osmanischen Architektur. Sie wurde in Form eines Hexagons gebaut und die Fenster wurden mit farbigen Fliesen umbaut. Die Moschee hat ein Minarett.